# USS Franklin (CV-13)
Chiếc USS Franklin (CV/CVA/CVS-13, AVT-8), tên lóng là "Big Ben", là một trong số 24 tàu sân bay thuộc lớp Essex được chế tạo trong Thế Chiến II cho Hải quân Hoa Kỳ. Nó được đặt tên theo Benjamin Franklin, và là chiếc tàu chiến thứ năm của Hải quân Mỹ mang cái tên này. Được đưa vào hoạt động từ tháng 1 năm 1944, nó phục vụ trong nhiều chiến dịch tại Mặt trận Thái Bình Dương và được tặng thưởng bốn Ngôi sao Chiến trận. Nó bị hư hại nghiêm trọng do cuộc không kích của quân Nhật vào tháng 3 năm 1945 với thiệt hại về nhân mạng lên đến hàng trăm người, trở thành chiếc tàu sân bay bị thiệt hại nặng nề nhất sống sót qua cuộc chiến. Các đoạn phim thực về các cuộc tấn công lên con tàu đã xuất hiện trong bộ phim Task Force năm 1949 cùng với diễn viên Gary Cooper thủ vai chính.
Sau đợt tấn công này, nó quay về lục địa Mỹ để được sửa chữa, và được cho ngừng hoạt động vào năm 1947. Trong khi đang ở lực lượng dự bị, nó được xếp lại lớp trở thành một tàu sân bay tấn công CVA, tàu sân bay chống tàu ngầm CVS và cuối cùng là một tàu chuyên chở máy bay AVT; nhưng con tàu chưa bao giờ được hiện đại hóa và không tham gia bất kỳ hoạt động nào khác. Franklin và chiếc tàu sân bay bị hư hại tương tự Bunker Hill (CV-17) là những tàu sân bay thuộc lớp Essex không tiếp tục phục vụ sau Thế Chiến II.
Con tàu được bán để tháo dỡ vào năm 1966.

## Thiết kế và chế tạo
Franklin được đặt lườn vào ngày 7 tháng 12 năm 1942 tại xưởng đóng tàu Newport News, Virginia, và được hạ thủy vào ngày 14 tháng 10 năm 1943, được đỡ đầu bởi nữ Thiếu tá Hải quân Dự bị Mildred H. McAfee, Giám đốc WAVES (Women Accepted for Volunteer Emergency Service-Nữ quân nhân phục vụ tình nguyện khẩn cấp).  Con tàu được đặt tên nhằm tôn vinh Benjamin Franklin, chứ không phải là Trận Franklin của cuộc nội chiến Hoa Kỳ, như một số nguồn thường nêu lên. Nó được nhập biên chế vào ngày 31 tháng 1 năm 1944 dưới quyền chỉ huy của hạm trưởng, Đại tá Hải quân James M. Shoemaker. Trong số các thành viên thủy thủ đoàn ban đầu có cả một dàn nhạc gồm các nhạc công chuyên nghiệp vào thời đó được gọi thi hành nghĩa vụ quân sự hay tình nguyện, kể cả Saxie Dowell và Deane Kincaide, được bố trí đến cùng Shoemaker hoàn toàn do tình cờ.

## Lịch sử hoạt động
Franklin khởi hành đi Trinidad để chạy thử máy, và không lâu sau nó khởi hành cùng Đội đặc nhiệm 27.7 hướng đến San Diego, California để tiến hành huấn luyện tập trận một cách khẩn trương trước khi tham gia tác chiến. Vào tháng 6 nó đi ngang qua Trân Châu Cảng trên đường hướng đến Eniwetok, nơi nó gia nhập Đội đặc nhiệm 58.2.

### Hoạt động tại Bonin và quần đảo Mariana
Trong ngày cuối cùng của tháng 6 năm 1944, Franklin lên đường để thực hiện các nhiệm vụ không kích vào quần đảo Bonin nhằm hỗ trợ cho các chiến dịch tấn công vào quần đảo Mariana và Palau sau đó. Máy bay của nó đã tiêu diệt được nhiều máy bay đối phương trên không và dưới mặt đất, cũng như các vị trí pháo binh, sân bay và tàu bè đối phương. Vào ngày 4 tháng 7, nó tung ra đợt không kích nhắm vào các mục tiêu ở Iwo Jima, Chichi Jima và Ha Ha Jima, đánh chìm một tàu chở hàng lớn trong cảng và bắn cháy ba tàu nhỏ hơn.
Ngày 6 tháng 7, nó bắt đầu tấn công vào Guam và Rota để vô hiệu hóa sự phòng thủ chuẩn bị cho lực lượng đổ bộ, và tiếp tục công việc đó cho đến ngày 21 tháng 7, khi nó trực tiếp hỗ trợ cho các đợt đổ bộ đầu tiên diễn ra an toàn. Sau hai ngày nghỉ ngơi để tiếp liệu tại Saipan, con tàu tiếp tục hoạt động cùng Lực lượng Đặc nhiệm 58, thực hiện các phi vụ trinh sát hình ảnh và không kích xuống các đảo thuộc nhóm Palau. Máy bay của nó thực hiện nhiệm vụ trong các ngày 25 và 26 tháng 7, gây thiệt hại lớn cho máy bay, tàu bè và căn cứ trên mặt đất của đối phương. Nó rời đi ngày 28 tháng 7, quay về Saipan vào ngày hôm sau rồi được thuyên chuyển sang Đội đặc nhiệm 58.1.
Cho dù biển động mạnh không cho phép tiếp nhận bom và rocket cần thiết, Franklin vẫn lên đường thực hiện một cuộc không kích vào quần đảo Bonin. Vào ngày 4 tháng 8, máy bay tiêm kích của nó bắn phá Chichi Jima trong khi các máy bay ném bom bổ nhào và máy bay ném ngư lôi của nó nhắm vào một đoàn tàu vận tải ở phía Bắc Ototo Jima, nơi mà nó cũng tấn công rất hiệu quả vào các trạm radio, căn cứ thủy phi cơ, sân bay và tàu bè đối phương.
Một khoảng thời gian bảo trì và nghỉ ngơi diễn ra từ ngày 8 đến ngày 28 tháng 8 tại Eniwetok trước khi nó khởi hành cùng chiếc tàu sân bay hạm đội kỳ cựu Enterprise (CV-6) và các tàu sân bay hạng nhẹ Belleau Wood (CVL-24) và San Jacinto (CVL-30) để vô hiệu hóa và phân tán các cuộc tấn công vào quần đảo Bonin. Từ ngày 31 tháng 8 đến ngày 2 tháng 9, các đợt tấn công dũng cảm và hiệu quả của chiếc Franklin đã gây nhiều thiệt hại cho đối phương, đánh chìm hai tàu hàng, tiêu diệt nhiều máy bay và hoàn thành các nhiệm vụ trinh sát hình ảnh.

### Hỗ trợ các chiến dịch Peleliu
Vào ngày 4 tháng 9, nó được tiếp tế tại Saipan rồi lên đường cùng Đội đặc nhiệm 38.1 thực hiện một đợt tấn công vào Yap từ ngày 3 đến ngày 6 tháng 9, kể cả yểm trợ trực tiếp trên không cho trận Peleliu vào ngày 15 tháng 9, th. Đội đặc nhiệm được tiếp liệu tại đảo Manus từ ngày 21 đến ngày 25 tháng 9.
Trở thành kỳ hạm của Đội đặc nhiệm 38.4, Franklin quay về khu vực Palau nơi nó tung ra các phi vụ tuần tra ban ngày và tiêm kích bay đêm. Vào ngày 9 tháng 10 nó gặp gỡ các đội tàu sân bay khác cùng phối hợp hỗ trợ cho cuộc chiếm đóng sắp tới lên đảo Leyte. Lúc tờ mờ sáng ngày 13 tháng 10, đội đặc nhiệm bị bốn máy bay ném bom tấn công, và Franklin suýt trúng phải hai quả ngư lôi. Một máy bay đối phương, báo hiệu cho cả một chiếc dịch kamikaze sắp đến, đâm xuống sàn đáp của chiếc Franklin ngay phía sau đảo cấu trúc thượng tầng, rồi trượt dọc theo sàn đáp trước khi bổ nhào xuống biển bên mạn phải con tàu.

### Hỗ trợ các chiến dịch Leyte
Sáng sớm ngày 14 tháng 10 nó tung ra cuộc bắn phá bằng máy bay tiêm kích nhắm vào Aparri, Luzon; rồi sau đó nó di chuyển về phía Đông Luzon để vô hiệu hóa các cứ điểm đề kháng của đối phương chuẩn bị cho cuộc đổ bộ lên Leyte. Vào ngày 16 tháng 10 nó bị ba máy bay đối phương tấn công, một chiếc đã ném một quả bom trúng góc ngoài của thang nâng bên cạnh sàn đáp, làm thiệt mạng ba người và làm bị thương 22 người khác. Chiếc tàu sân bay ngoan cường tiếp tục các hoạt động thường ngày, đánh mạnh vào vịnh Manila trong ngày 19 tháng 10 khi máy bay của nó đánh chìmn một số tàu bè, gây thiệt hại cho nhiều chiếc khác, đánh chìm một ụ tàu nổi và phá hủy 11 máy bay.

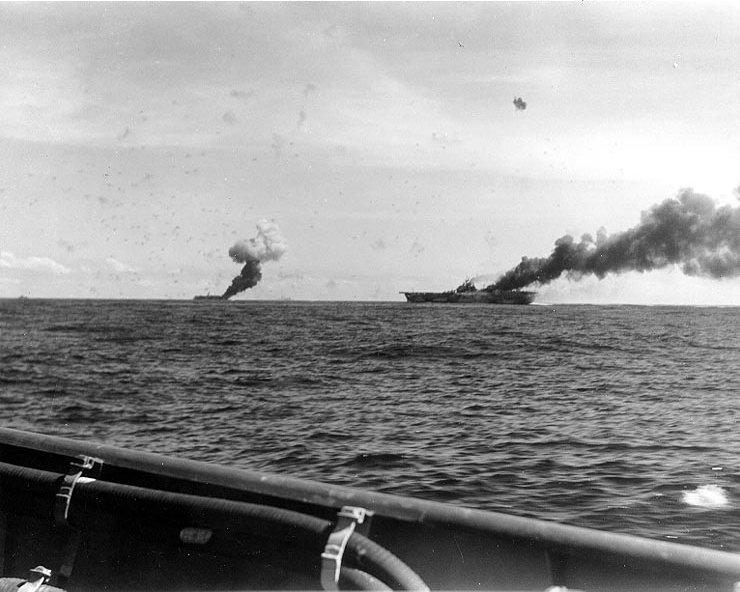
Tàu sân bay hạng nhẹ (trái) và Franklin bị các máy bay tấn công cảm tử đánh trúng, ngày 30 tháng 10 năm 1944.

Trong các cuộc đổ bộ đầu tiên lên đảo Leyte ngày 20 tháng 10, máy bay của nó tấn công các sân bay lân cận và thực hiện các chuyến bay tuần tra thám sát nhằm ngăn ngừa một lực lượng hạm đội tấn công đối phương đang đến gần. Sáng ngày 24 tháng 10, trong trận chiến biển Sibuyan, máy bay của nó tham gia các đợt tấn công nhắm vào lực lượng tấn công chủ yếu của Phó Đô đốc Takeo Kurita, góp phần giúp đánh chìm chiếc thiết giáp hạm Musashi về phía Nam Luzon, đồng thời gây hư hại cho các thiết giáp hạm Fusō và Yamashiro, và đánh chìm chiếc tàu khu trục Wakaba.
Cho rằng mối đe dọa từ hạm tàu nổi của đối phương đã bị loại trừ, nên Franklin cùng các đội đặc nhiệm 38.4, 38.3 và 38.2 được Đô đốc William Halsey, tư lệnh Đệ Tam hạm đội, phái đi nhằm đánh chặn một lực lượng tàu sân bay đang tiến đến từ phía Bắc, và tung ra đợt tấn công lúc bình minh. Tuy nhiên lực lượng tàu sân bay đối phương chỉ là một vật hy sinh để nghi binh, vì vào lúc đó quân Nhật hầu như không còn đủ máy bay hoạt động, và quan trọng hơn là họ rất thiếu hụt các phi công được huấn luyện đầy đủ. Tuy nhiên vị đô đốc dày dạn kinh nhiệm Halsey lần này đã mắc bẫy, nên ra sức đuổi theo mà không thông báo dự định của ông cho Đệ Thất hạm đội một cách rõ ràng, đưa đến các hậu quả nghiêm trọng sau đó. Trong trận chiến mũi Engaño diễn ra ngày 25 tháng 10, máy bay của Franklin kết hợp cùng các tàu sân bay khác đã gây hư hỏng chiếc tàu sân bay Chiyoda (nó bị đánh chìm sau đó bởi pháo từ các tàu tuần dương Mỹ) và đánh chìm chiếc tàu sân bay nhỏ Zuihō.
Sau khi cùng đội đặc nhiệm rút lui để được tiếp nhiên liệu, Franklin quay lại hoạt động tại khu vực Leyte vào ngày 27 tháng 10, khi máy bay của nó tập trung tấn công một tàu tuần dương hạng nặng và hai khu trục hạm ở phía Nam Mindoro. Nó đang trên đường ở khoảng cách 1.600 km (1.000 dặm) ngoài khơi đảo Samar vào ngày 30 tháng 10 khi các máy bay đối phương xuất hiện trong một phi vụ tấn công cảm tử. Ba chiếc đã gan lì đuổi theo Franklin, chiếc thứ nhất lao xuống mạn phải, chiếc thứ hai đâm trúng sàn đáp và đâm thủng xuống sàn chứa máy bay, gây nhiều hư hỏng, giết chết 56 người và làm bị thương 60 người khác; chiếc thứ ba phóng ra một quả bom suýt trúng vào Franklin trước khi bổ nhào vào sàn đáp của chiếc Belleau Wood.
Cả hai chiếc tàu sân bay rút lui về Ulithi để được sửa chữa tạm thời, và Franklin tiếp tục lên đường quay về Xưởng hải quân Puget Sound, đến nơi ngày 28 tháng 11 năm 1944 để được sửa chữa triệt để các hư hỏng trong chiến đấu. Trong giai đoạn đó, vào ngày 7 tháng 11, Đại tá Hải quân Leslie H. Gehres được cử thay thế Shoemaker chỉ huy con tàu.
Nó rời Bremerton, Washington vào ngày 2 tháng 2 năm 1945, và sau các cuộc thực tập huấn luyện cho phi công mới, nó gia nhập Đội Đặc nhiệm 58.2 để tham gia tấn công các đảo chính quốc Nhật Bản hỗ trợ cho cuộc đổ bộ lên Okinawa. Vào ngày 15 tháng 3 nó gặp gỡ các đơn vị của Lực lượng đặc nhiệm 58, và ba ngày sau nó tung ra các đợt tấn công và càn quét nhắm vào Kagoshima và Izumi ở phía Nam đảo Kyūshū.

### Cuộc tấn công ngày 19 tháng 3 năm 1945

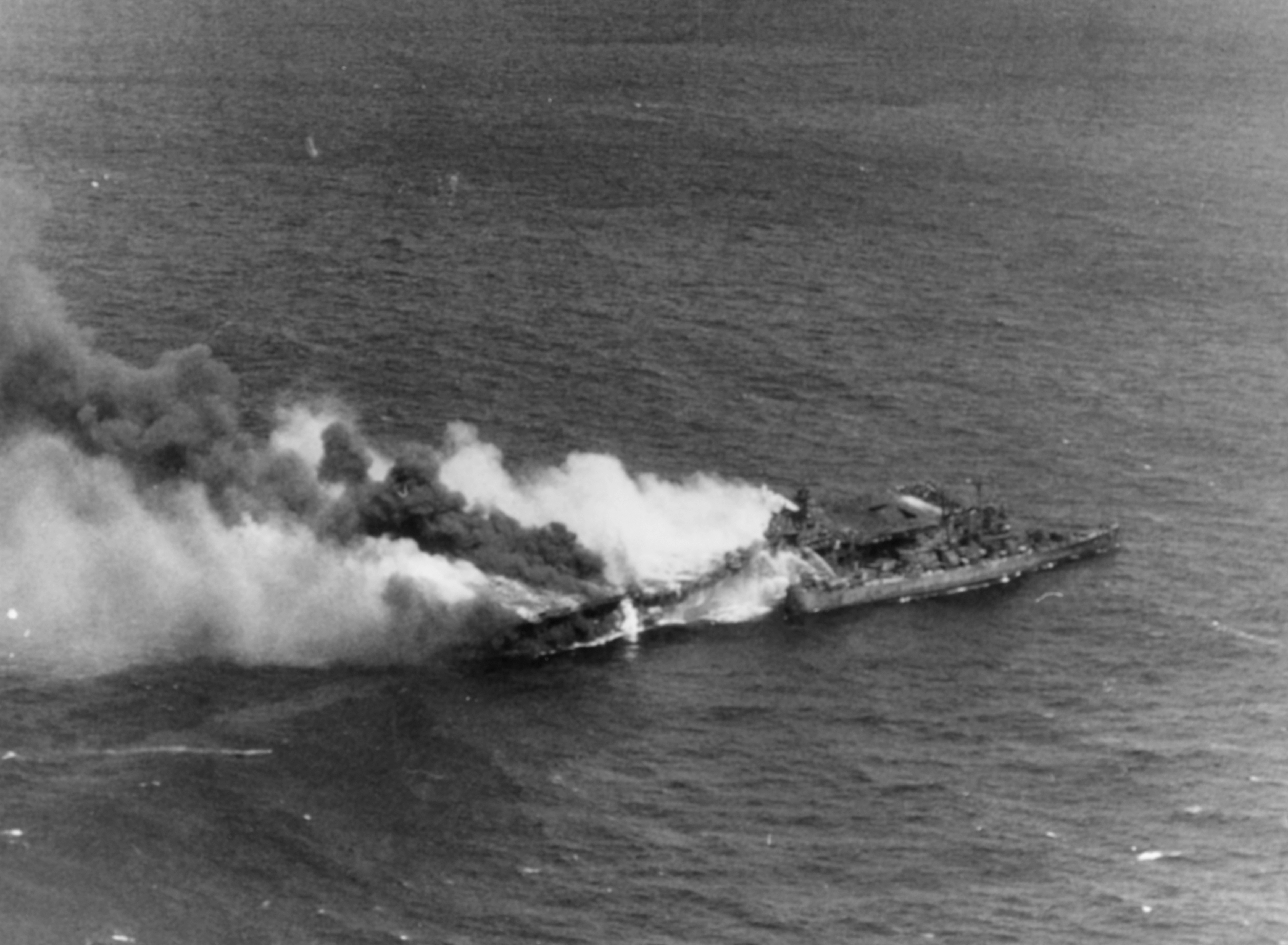
Chiếc Franklin đang cháy cùng với tàu tuần dương hạng nhẹ bên cạnh.

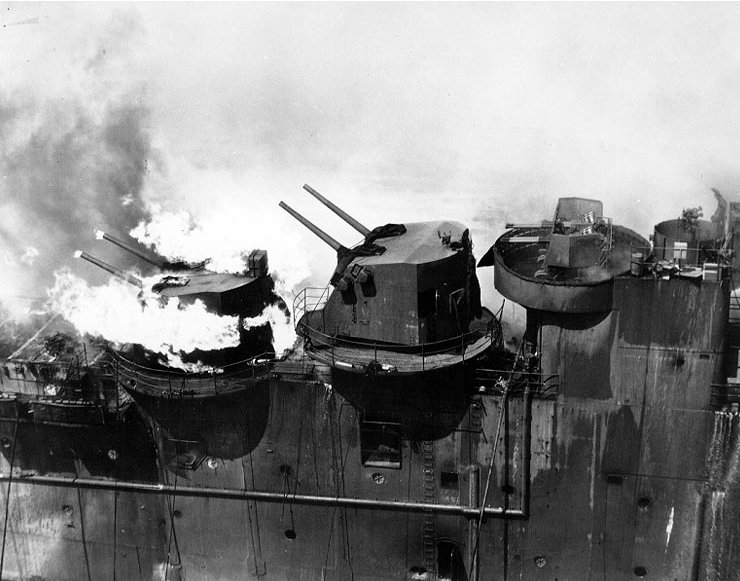
Các tháp pháo 5-inch phía sau đang bị cháy, 19 tháng 3 năm 1945

Trước lúc bình minh ngày 19 tháng 3 năm 1945, Franklin đang di chuyển trong phạm vi cách bờ biển chính quốc Nhật Bản 80 km (50 dặm), gần hơn bất kỳ tàu sân bay Mỹ nào khác từng đến suốt chiến tranh, để tung ra các đợt bắn phá càn quét xuống Honshū và các tàu bè trong cảng Kobe. Bất ngờ, một máy bay duy nhất, có thể là một máy bay ném bom bổ nhào Yokosuka D4Y "Judy" (các nguồn khác cho rằng đó là một chiếc Aichi D3A ("Val"), cũng là một kiểu máy bay ném bom bổ nhào), ló ra từ đám mây bên trên và thực hiện một cú bay thấp để ném hai quả bom bán xuyên thép. Việc phân tích các hư hỏng sau này cho biết các quả bom này là loại 250 kg (550 lb), cho dù cả hai loại máy bay "Val" và "Judy" và tất cả các loại máy bay ném bom-ngư lôi một động cơ Nhật khác đều không có các đế gắn để có thể mang hai vũ khí loại này. Tuy nhiên, chỉ có kiểu máy bay Aichi B7A "Grace" là có được khả năng này. Các nguồn dẫn cũng khác nhau về việc chiếc máy bay đã bay thoát đi hay đã bị bắn hạ. Bằng cách nào đi nữa, một quả bom đã đánh trúng ngay giữa sàn đáp, xuyên xuống sàn chứa máy bay, phá hủy và gây ra các đám cháy ở các hầm thứ hai và thứ ba, hủy hoại trung tâm thông tin hành quân. Quả bom thứ hai đánh trúng phía sau tàu, xuyên qua hai tầng và gây ra đám cháy cùng các quả đạn bom và rocket.
Vào lúc bị đánh trúng, Franklin đang có 31 máy bay được vũ trang và tiếp đầy nhiên liệu đang được khởi động máy trên sàn đáp. Sàn chứa đang có thêm 22 máy bay khác, trong đó 16 chiếc đã được tiếp nhiên liệu và 5 chiếc được vũ trang. Hệ thống tiếp nhiên liệu phía trước đã được khóa kín, nhưng hệ thống phía sau vẫn còn đang hoạt động. Vụ nổ trên sàn chứa máy bay đã kích nổ các thùng nhiên liệu trên những chiếc máy bay, và hơi xăng phát nổ đã tàn phá sàn đáp. Chỉ có hai thành viên thoát khỏi đám cháy trong sàn chứa. Vụ nổ cũng làm dồn ép những chiếc máy bay đang đậu trên sàn đáp, gây thêm các vụ nổ và đám cháy khác, kể cả các tên lửa đối đất "Tiny Tim". Một lớp vỏ giáp dày 16 mm (0,75 inch) đã được gắn thêm vào sàn chứa máy bay sau các hư hỏng vào ngày 30 tháng 10 năm 1944; và nó đã giúp chịu đựng được vụ nổ, ngăn ngừa được sự lan rộng đám cháy không bị lan ra xa hơn.
Franklin bất động tại chỗ và bị nghiêng 13° về phía mạn phải, mất toàn bộ liên lạc vô tuyến, và các đám cháy dữ dội bộc phát. Nhiều người bị các vụ nổ ném tung, bị các đám cháy dồn ép, nhiều người chết và bị thương. Nhưng hàng trăm sĩ quan và thủy thủ bằng sự dũng cảm và kiên trì đã tự nguyện ở lại để cứu con tàu. Tổn thất tổng cộng lên đến 724 người chết và 265 bị thương, và con số này có thể còn vượt cao hơn nữa nếu không có những hành động anh hùng của những người sống sót. Trong số đó có những người được tặng thưởng Huân chương Danh dự: Thiếu tá Hải quân Joseph T. O'Callahan, một linh mục Dòng Tên và là tuyên úy của con tàu, người đã thực hiện các bí tích sau cùng cho người hấp hối, tổ chức và chỉ đạo các toán chữa cháy và cứu hộ, cũng như hướng dẫn những người bên dưới làm ướt các kho đạn để tránh nguy cơ bị nổ; và Trung úy Hải quân Donald A. Gary, người đã phát hiện ra 300 người còn bị kẹt lại trong một khoang tối mịt, và sau khi tìm ra lối thoát, đã liên tục nhiều lần quay trở lại để hướng dẫn nhóm người này thoát ra an toàn. Sau đó Gary còn tổ chức và dẫn đầu các toán chữa cháy đi dập lửa trong sàn chứa máy bay, và đi vào buồng đốt số ba để vận hành nồi hơi cung cấp động lực cho con tàu, bất chấp những hoàn cảnh cực kỳ hiểm nghèo khi làm như vậy. Chiếc tàu tuần dương hạng nhẹ Santa Fe (CL-60) cũng đã thực hiện sự trợ giúp cần thiết khi cứu vớt người lâm nạn trên mặt biển và tiến đến gần chiếc Franklin để đưa những người bị thương và những người không cần thiết ra khỏi con tàu.
Cũng như nhiều con tàu khác trong thời chiến, Franklin được cải biến với nhiều vũ khí bổ sung, đòi hỏi một thủy thủ đoàn đông hơn và dự trữ đạn cũng phải tăng lên tương ứng. Máy bay cũng nhiều và nặng hơn so với kế hoạch ban đầu, nên sàn đáp phải được gia cố thêm cho chắc chắn. Kết quả là con tàu sân bay có lượng rẽ nước lớn hơn so với bản vẽ, mớn nước sâu hơn và đặc tính cân bằng cũng bị thay đổi. Lượng nước khổng lồ được phun lên để dập tắt các đám cháy cũng làm nó nặng thêm và mất cân bằng trầm trọng thêm do nghiêng về phía mạn phải, khiến khả năng sống sót của nó lâm vào thế hiểm nghèo. Franklin đã chịu đựng thiệt hại trầm trọng nhất mà một tàu sân bay Mỹ sống sót qua Thế Chiến II từng mắc phải.

### Quay về Hoa Kỳ để sửa chữa

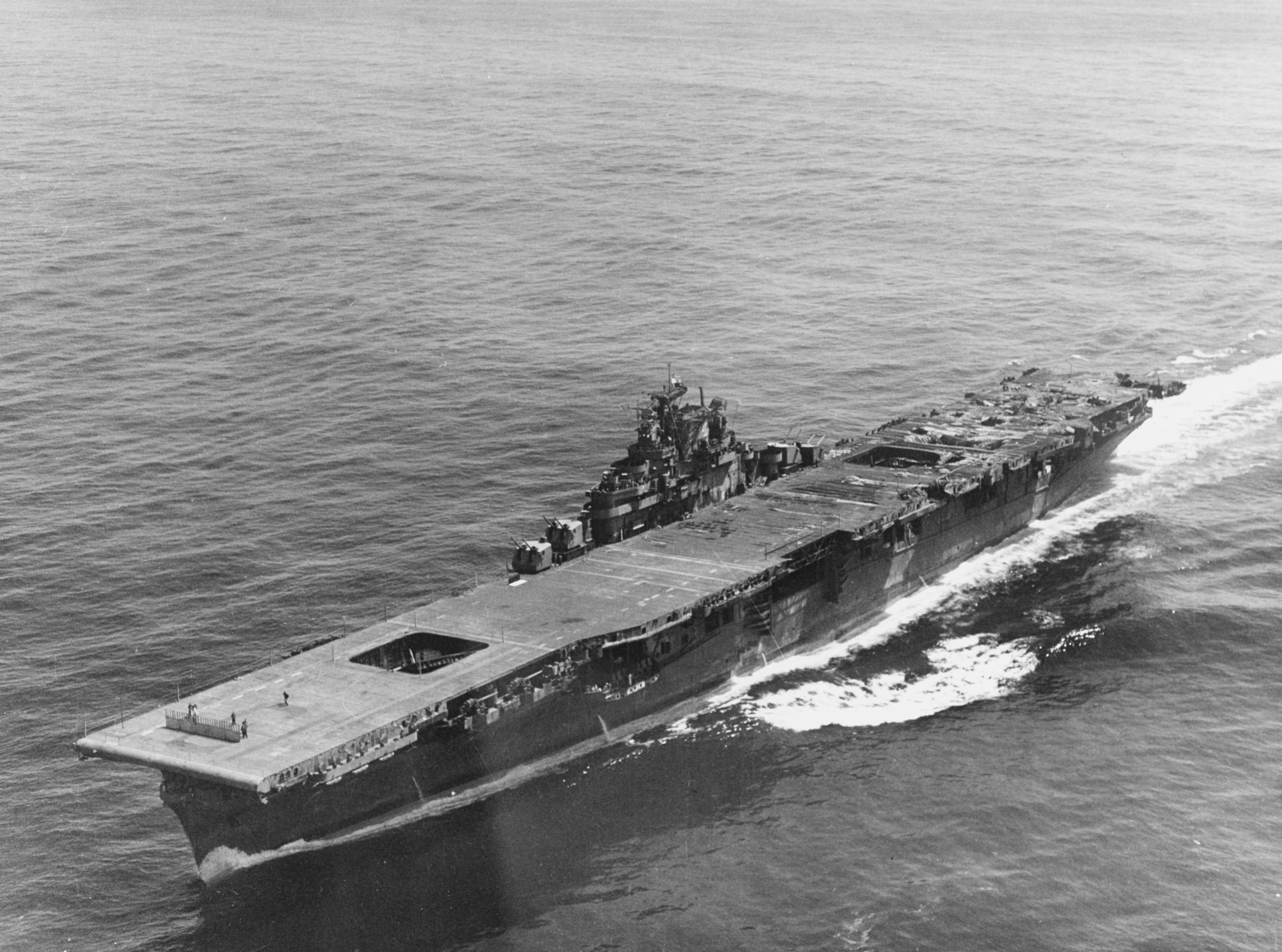
USS Franklin quay về New York, 26 tháng 4 năm 1945.

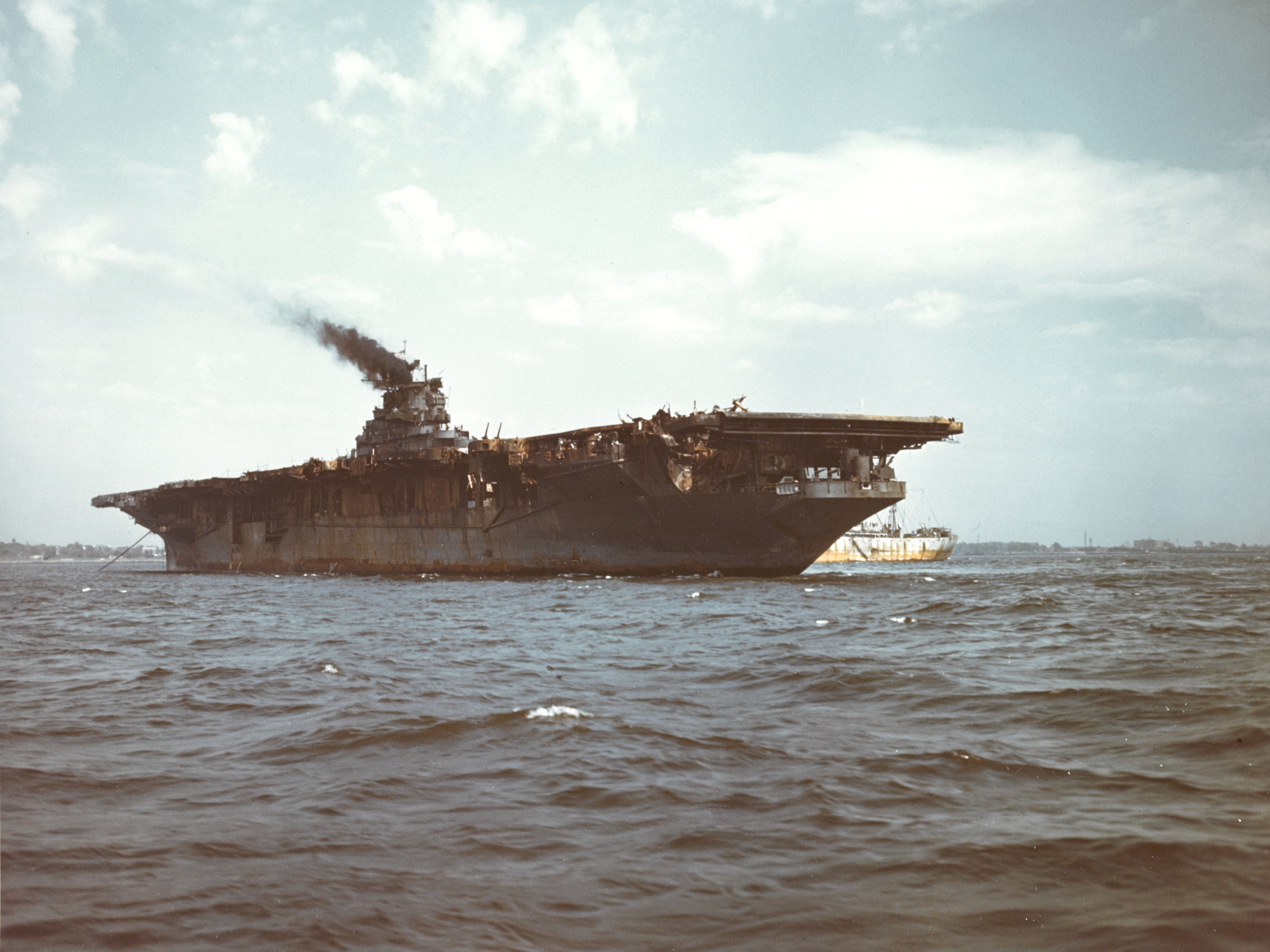
USS Franklin (CV-13), neo đậu trong cảng New York, ngày 28 tháng 4 năm 1945.

Franklin được tàu tuần dương hạng nặng Pittsburgh (CA-72) kéo đi với tốc độ 26 km/h (14 knot) hướng về phía Ulithi rồi sau đó đến Trân Châu Cảng, nơi nó được sửa chữa đủ để có thể tự di chuyển bằng động lực của chính mình. Con tàu đi ngang qua kênh đào Panama để quay về Xưởng hải quân Brooklyn, và nó đến nơi vào ngày 28 tháng 4. Cho dù bị hư hại đáng kể, nó được phục hồi thành công về tình trạng sẵn sàng. Câu chuyện về thảm họa và việc giải cứu con tàu được ghi lại trong phim tài liệu thời chiến Saga of the Franklin.
Khi con tàu đi đến nơi, một cuộc tranh cãi sôi nổi về hành động của thủy thủ đoàn trong quá trình vật lộn sống chết của con tàu cuối cùng đã lên đến cực điểm; Hạm trưởng, Đại tá Gehres lên án nhiều người đã đào ngũ khỏi con tàu vào ngày 19 tháng 3, ngay cả với những người bị buộc phải nhảy xuống nước để tránh cái chết hiển nhiên do các đám cháy, hay những người nhầm lẫn rằng lệnh "bỏ tàu" đã được đưa ra. Trên đường đi từ Ulithi, Gehres đã chỉ ra 704 người trong số thủy thủ đoàn thuộc về "Câu lạc bộ Big Ben 704" vì đã ở lại con tàu đang lâm nạn, nhưng những nhà điều tra tại New York khám phá ra rằng chỉ có khoảng 400 người mới thực sự ở lại liên tục trên chiếc Franklin, trong khi số còn lại đã quay trở lại tàu trước và trong khi con tàu dừng tại Ulithi. Mọi đề nghị trừng phạt được lặng lẽ kết thúc.

### Tình trạng sau chiến tranh
Sau khi chiến tranh kết thúc, Franklin được mở cho công chúng tham quan nhân dịp kỷ niệm Ngày Hải quân. Vào ngày 17 tháng 2 năm 1947, con tàu được cho xuất biên chế tại Bayonne, New Jersey.
Trong khi Franklin vẫn còn đang neo đậu tại Bayonne, nó được thay đổi ký hiệu thành một tàu sân bay tấn công CVA-13 vào ngày 1 tháng 10 năm 1952, thành một tàu sân bay chống tàu ngầm CVS-13 vào ngày 8 tháng 8 năm 1953, và cuối cùng là một tàu chở máy bay AVT-8 vào ngày 15 tháng 5 năm 1959. Tuy nhiên con tàu chưa từng trở ra khơi lần nào nữa, và được cho rút khỏi danh sách Đăng bạ Hải quân vào ngày 1 tháng 10 năm 1964. Franklin và chiếc tàu sân bay chị em Bunker Hill (CV-17), vốn cũng chịu đựng những hư hỏng trầm trọng do không kích đối phương trong chiến tranh, là những chiếc duy nhất trong lớp Essex không hoạt động sau chiến tranh cho dù những hư hỏng thời chiến của chúng đã được sửa chữa thành công.
Ban đầu Hải quân dự định bán con tàu cho hãng Peck Iron & Metal tại Portsmouth, Virginia, tuy nhiên họ đã giữ lại con tàu theo một yêu cầu khẩn cấp của Văn phòng tàu chiến thuộc Hải quân Hoa Kỳ để sử dụng lại bốn máy turbine hơi nước của nó. Cuối cùng, nó cũng được bán cho hãng Portsmouth Salvage tại Chesapeake, Virginia để tháo dỡ vào ngày 27 tháng 7 năm 1966.

## Phần thưởng[3]
| Bronze star · Bronze star · Bronze star · Bronze star |  |  |
|                                                       |  |  |

| Huân chương Chiến dịch Hoa Kỳ        | Huân chương Chiến dịch Hoa Kỳ            | Huân chương Chiến dịch Châu Á-Thái Bình Dương với 4 Ngôi sao Chiến trận | Huân chương Chiến dịch Châu Á-Thái Bình Dương với 4 Ngôi sao Chiến trận |
| Huân chương Chiến thắng Thế Chiến II | Đơn vị Tuyên dương Tổng thống Philippine | Đơn vị Tuyên dương Tổng thống Philippine                                | Huân chương Giải phóng Philippine                                       |